# Sofie Joosen
Pour les articles homonymes, voir Joosen.
Sofie Joosen, née le 7 avril 1986 à Duffel est une femme politique belge flamande, membre de N-VA. 
Elle fut assistante de dentiste (2007-2012).

## Carrière politique
- Conseillère communale à Duffel depuis 2013
  - échevine (depuis 2013)
- Députée flamande depuis le 25 mai 2014